# Driving The Last Spike
Driving The Last Spike (en castellano "Clavando El Último Perno") es la tercera canción del álbum We Can't Dance, del grupo de rock británico Genesis, publicado en 1991. La canción trata acerca de los trabajadores ferroviarios en el siglo XIX, muchos de los cuales perdieron sus vidas construyendo las líneas ferroviarias en Inglaterra. Narra los sentimientos e ideas de un trabajador desconocido, en la forma de un monólogo.
Musicalmente, con algo más de 10 minutos de duración, es una de las canciones más progresivas del álbum; haciendo recordar a canciones de trabajos anteriores, lo cual está acompañado de la historia narrada en las letras.
Phil Collins explica de donde obtuvo la idea de las letras para esta canción: Tenía un libro que me habían regalado, llamado "The Navvies". Esa es una expresión inglesa, el nombre dado a los grupos de personas que construyeron las líneas ferroviarias en Inglaterra, y eran hombres muy duros, siempre que tuvieran suficiente dinero para cerveza y mujeres, realmente no les importaba lo que hacían. Eran de una clase diferente. El emprendimiento ferroviario en Inglaterra fue extraordinario, perdieron muchas vidas, incluso hubo niños involucrados, y morían cuando los vagones llenos de tierra y escombro caían sobre ellos. Los trabajadores se abrían paso a través de las rocas, porque no hay terreno despejado en Inglaterra, a diferencia de América donde pueden cubrir 2 o 3 millas a diario; les tomó mucho tiempo hacer lo mismo en Inglaterra. Parecía una historia interesante, y entonces escribimos la canción esencialmente desde el punto de vista de alguien que estaba dejando su familia, y yéndose a trabajar en algo que en realidad no sabía de qué se trataba, para gradualmente convertirse en un hombre duro.
Driving The Last Spike fue interpretada en vivo en la gira "The Way We Walk" de 1992, posterior al lanzamiento del álbum. Una grabación en vivo de la misma puede encontrarse en el álbum The Way We Walk, Volume Two: The Longs, publicado en 1993.

## Créditos
- Phil Collins: Batería, percusión, voz
- Tony Banks: Teclados
- Mike Rutherford: Guitarras, bajo

- Datos: Q1277385